# Bataille de Jumonville Glen
Pour les articles homonymes, voir Jumonville.
Guerre de la Conquête
Guerre de Sept Ans
Batailles
- Minorque (navale) (1756)
- Pirna (1756)
- Lobositz (1756)
- Reichenberg (1757)
- Prague (1757)
- Kolin (1757)
- Hastenbeck (1757)
- Gross-Jägersdorf (1757)
- Moys (1757)
- Rochefort (1757)
- Rossbach (1757)
- Breslau (1757)
- Leuthen (1757)
- Carthagène (navale) (1758)
- Olomouc (1758)
- Saint-Malo (1758)
- Rheinberg (1758)
- Krefeld (1758)
- Domstadl (1758)
- Cherbourg (1758)
- Zorndorf (1758)
- Saint-Cast (1758)
- Tornow (1758)
- Lutzelberg (1758)
- Hochkirch (1758)
- Bergen (1759)
- Kay (1759)
- Minden (1759)
- Kunersdorf (1759)
- Neuwarp (navale) (1759)
- Hoyerswerda (1759)
- Baie de Quiberon (navale) (1759)
- Maxen (1759)
- Meissen (1759)
- Glatz (1760)
- Landshut (1760)
- Corbach (1760)
- Emsdorf (1760)
- Dresde (1760)
- Warburg (1760)
- Liegnitz (1760)
- Rhadern (1760)
- Berlin (1760)
- Kloster Kampen (1760)
- Torgau (1760)
- Belle-Île (1761)
- Langensalza (1761)
- Cassel (1761)
- Grünberg (1761)
- Villinghausen (1761)
- Ölper (1761)
- Kolberg (1761)
- Wilhelmsthal (1762)
- Burkersdorf (1762)
- Lutterberg (1762)
- Reichenbach (1762)
- Almeida (1762)
- Valencia de Alcántara (1762)
- Nauheim (1762)
- Vila Velha de Ródão (1762)
- Cassel (1762)
- Freiberg (1762)

- Jumonville Glen (1754)
- Fort Necessity (1754)
- Fort Beauséjour (1755)
- 8 juin 1755
- Monongahela (1755)
- Petitcoudiac (1755)
- Lac George (1755)
- Fort Bull (1756)
- Fort Oswego (1756)
- Kittanning (1756)
- En raquettes (1757)
- Pointe du Jour du Sabbat (1757)
- Fort William Henry (1757)
- German Flatts (1757)
- Lac Saint-Sacrement (1758)
- Louisbourg (1758)
- Le Cran (1758)
- Fort Carillon (1758)
- Fort Frontenac (1758)
- Fort Duquesne (1758)
- Fort Ligonier (1758)
- Québec (1759)
- Fort Niagara (1759)
- Beauport (1759)
- Plaines d'Abraham (1759)
- Sainte-Foy (1760)
- Neuville (1760)
- Ristigouche (navale) (1760)
- Mille-Îles (1760)
- Signal Hill (1762)

- Cap-Français (1757)
- Martinique (1759)
- Guadeloupe (1759)
- Dominique (1761)
- Martinique (1762)
- Cuba (1762)

- Chandernagor (1757)
- Plassey (1757)
- Gondelour (1758)
- Négapatam (navale) (1758)
- Condore (1758)
- Madras (1758)
- Pondichéry (navale) (1759)
- Masulipatam (1759)
- Chinsurah (1758)
- Wandiwash (1760)
- Pondichéry (1760-1761)
- Manille (1762)

- Saint-Louis (1758)
- Gorée (1758)
- Gambie

La bataille de Jumonville Glen, qui a lieu le 28 mai 1754 dans l'actuel État de Pennsylvanie (États-Unis), oppose un détachement de Canadiens français commandé par Joseph Coulon de Villiers, sieur de Jumonville, et une unité de la milice de Virginie, une des treize colonies britanniques d'Amérique du Nord, commandée par George Washington, alors âgé de 22 ans, qui sort vainqueur de cet engagement, avant d'être battu et fait prisonnier à Fort Necessity (3 juillet 1754).
Causé par la lutte entre Français et Britanniques pour le contrôle de la vallée de l'Ohio, c'est un des premiers affrontements de la guerre de la Conquête, appelée French and Indian War aux États-Unis, qui à partir de 1756 s'intègrera dans le conflit général de la guerre de Sept Ans.
Les circonstances peu claires de la mort de Jumonville, peut-être assassiné après avoir été fait prisonnier, ont suscité des débats connus comme l'« affaire Jumonville », d'autant plus qu'il était probablement chargé d'une mission diplomatique et non pas militaire. En juillet 1754, George Washington signe des « aveux » concernant la mort de Jumonville, mais il les rétractera par la suite.

## Contexte
Depuis l'expédition de La Galissonière dans la région de l'Ohio en juin 1749, les Canadiens cherchent à garantir une présence durable dans cette zone en construisant une série de forts et en s'assurant du contrôle des populations amérindiennes. Mais ils sont confrontés à l'expansionnisme britannique à partir des années 1750.
En 1753, George Washington, jeune planteur enrôlé, effectue à la demande du gouverneur de Virginie Robert Dinwiddie une mission auprès de Jacques Legardeur de Saint-Pierre, commandant des forces canadiennes  en Ohio, à Fort Le Bœuf (aujourd'hui Waterford en Pennsylvanie). Il reçoit une fin de non recevoir quant à la teneur de son message : le retrait canadien des territoires de la vallée de l'Ohio.
En février 1754, les Virginiens construisent un fortin, le fort Prince George, aux confins des rivières Ohio, Allegheny et Monongahela. En avril, les Canadiens les en délogent et bâtissent à la place fort Duquesne. Washington, promu lieutenant-colonel du régiment de Virginie, récemment créé, se trouve dans le sud de la Pennsylvanie quand il apprend la chute de fort Prince George. Le 25 mai, il prend le commandement du régiment après une chute de cheval mortelle du colonel Joshua Fry (en) et le dirige vers la vallée de l'Ohio. Il apparaît dès cette époque actif et ambitieux, désireux de se mettre en avant malgré son jeune âge.

## L'affrontement

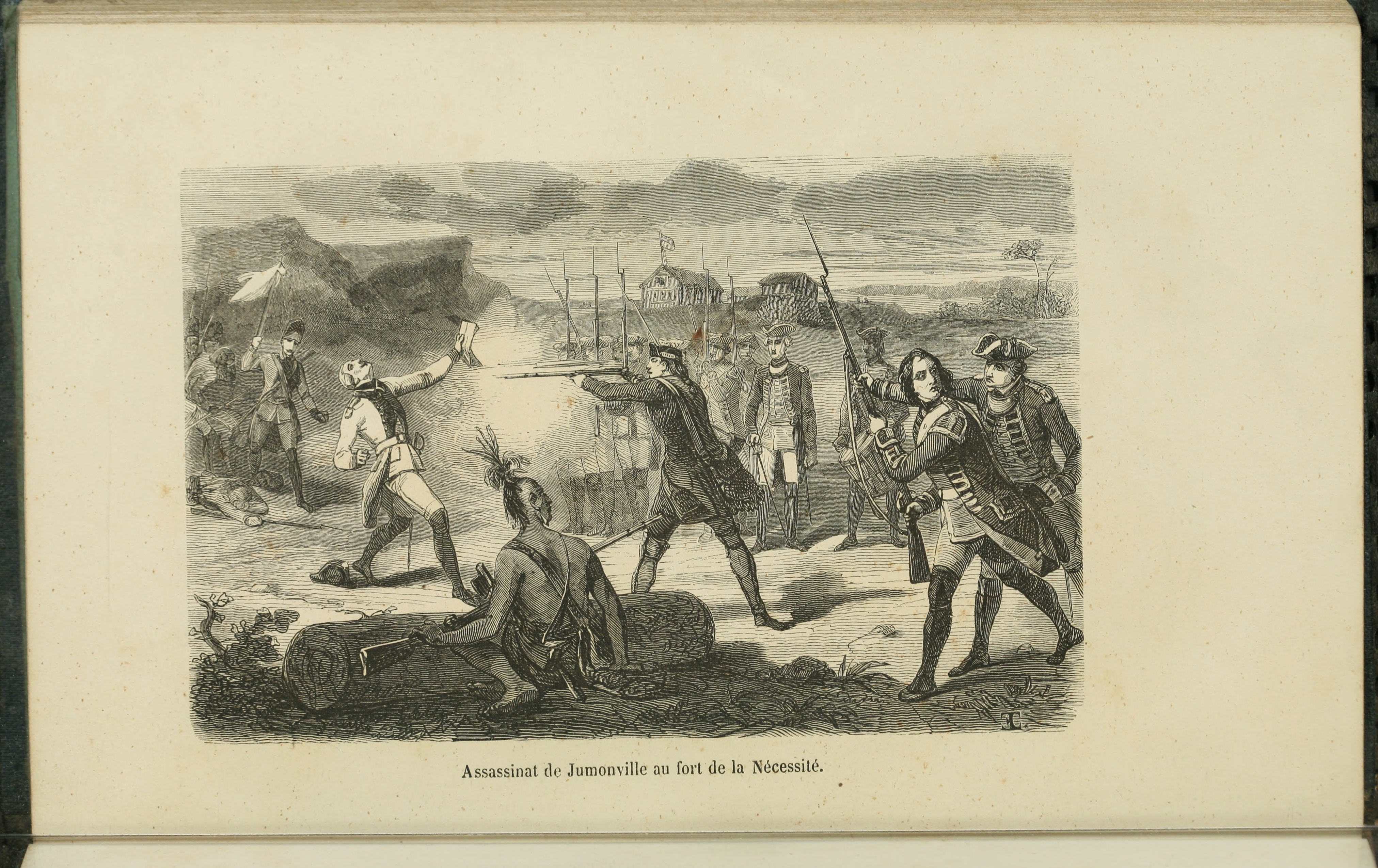
La mort de Jumonville, vue par un illustrateur du XIXe siècle.

Le 27 mai 1754, Washington apprend qu'un détachement canadien français d'une trentaine d'hommes campe non loin de Great Meadows. Au matin du 28, il s'y rend avec 40 hommes et des auxiliaires amérindiens. Aucune sentinelle n'est postée autour du campement. Il s'ensuit une fusillade d'un quart d'heure, pour laquelle le mot « bataille » est un peu excessif.
Neuf soldats canadiens français sont tués : Desroussel et Caron de Québec, Charles Bois, de Pointe-Claire, Jérôme de La Prairie, L'Enfant de Montréal, Paris de Mille-Isles, Languedoc et Martin de Boucherville, et La Batterie de Trois-Rivières.
Vingt-et-un sont capturés, dont Joseph Coulon de Jumonville, qui est blessé. Un homme réussit à s'échapper et rejoint Fort Duquesne pour donner l'alerte. Les Anglais comptent un mort et deux blessés.
Washington et ses hommes se retirent, abandonnant les corps, parmi lesquelles celui de Jumonville, dont la mort a suscité des débats.
Dans une lettre à son frère, George Washington écrit à propos de la bataille de Jumonville Glen : 
« I fortunately escaped without any wound, for the right wing, where I stood, was exposed to and received all the enemy's fire, and it was the part where the man was killed, and the rest wounded. » (« Je m'en sortis par chance sans aucune blessure, car l'aile droite, où je me tenais, était exposée et reçut tout le feu ennemi ; et c'est là où fut tué [notre] homme, et ceux qui furent blessés »). Il conclut par une phrase restée célèbre : « I heard the bullets whistle, and, believe me there is something charming in the sound. » (« J'ai entendu siffler les balles, et croyez moi ce son a quelque chose de captivant »).

## La capture et les «aveux» de Washington (3 juillet 1754)
Claude-Pierre Pécaudy de Contrecœur, commandant du Fort Duquesne, envoie un détachement de 500 hommes pour capturer Washington et en confie le commandement au frère de Jumonville, Louis Coulon de Villiers. Les poursuivants, qui trouvent les cadavres des victimes abandonnés sans sépulture, parviennent à leurs fins plus d'un mois plus tard, à Fort Necessity. Lors de la bataille de Fort Necessity, le 3 juillet 1754, George Washington est fait prisonnier.
Washington accepte cependant le jugement pour meurtre en échange de sa reddition et d'aveux signés par lesquels il s'accuse d'être l'assassin de l'officier français. Il est remis en liberté.
Washington nia plus tard les faits en arguant ne pas comprendre le français, langue dans laquelle est rédigé le texte, par ailleurs portant sur plusieurs sujets. Il affirma que la traduction du Néerlandais qui ne parlait bien ni l'anglais ni le francais qu'on lui donna pour qualifier l'acte était « death of » (« mort de ») ou « killing » (« tuerie ») mais pas « assassination » (« assassinat »). Une copie du document figure au musée de Fort Necessity National Battlefield, en Pennsylvanie.
L'affaire fit du bruit jusqu'en Europe, où la guerre s'emballa en même temps que l'arrivée de la nouvelle. Le meurtre de Joseph de Jumonville fit scandale en France. Voltaire, pourtant anglophile, s'indigna : « Je ne suis plus Anglais depuis que les Anglais sont pirates sur mer et assassinent nos officiers en Nouvelle-France ». En Angleterre, le politicien et écrivain Horace Walpole dépeint laconiquement l'affaire : « The volley fired by a young Virginian in the backwoods of America set the world on fire. » (« Ce coup de feu tiré par un jeune Virginien dans les forêts d'Amérique a mis le monde en feu »).
La réputation de Washington en est momentanément ternie.

## L'affaire Jumonville

### Le statut de Jumonville
L'expédition de Jumonville n'était pas militaire : il s'agissait de reconnaître si le territoire réclamé par la France avait effectivement été envahi, et, le cas échéant, de délivrer aux Anglais une sommation de retrait des terres du roi de France. Même si les relations étaient très tendues, aucune belligérance n'avait encore été déclarée. Son petit détachement était en fait une ambassade, accomplissant une démarche identique à celle de George Washington un an plus tôt à Fort Le Bœuf. D'où le manque de précautions comme l'absence de sentinelles.
Le gouvernement anglais proclama[réf. nécessaire] par la suite que c'est l'attaque de Washington qui « mit le monde en feu » et fut à l'origine de la guerre de Sept Ans.

### Les circonstances de sa mort
Les Britanniques ont affirmé que Jumonville a été tué par le chef amérindien Tanaghrisson, surnommé Half King, de la tribu Sénéca, hostile aux Français. Il aurait cru que Jumonville avait tué et mangé son père et aurait dit en français « Vous n'êtes pas mort encore, mon père !? » avant de tuer Jumonville d'un coup de hache. Washington a écrit dans son journal que Half King aurait tué l'officier avec sa hache. En fait, on n'a pas de preuve que Jumonville ait été tué d'un coup de tomahawk.
Selon d'autres récits, Jumonville n'aurait pas été capturé mais aurait fait partie des victimes de l'attaque de Washington. Adam Stephen, officier qui accompagnait Washington lors de l'événement, rapporte que Jumonville fut tué le premier. Il ne fait aucune référence à la capture de Jumonville, ni à son interrogatoire par le colonel Washington.

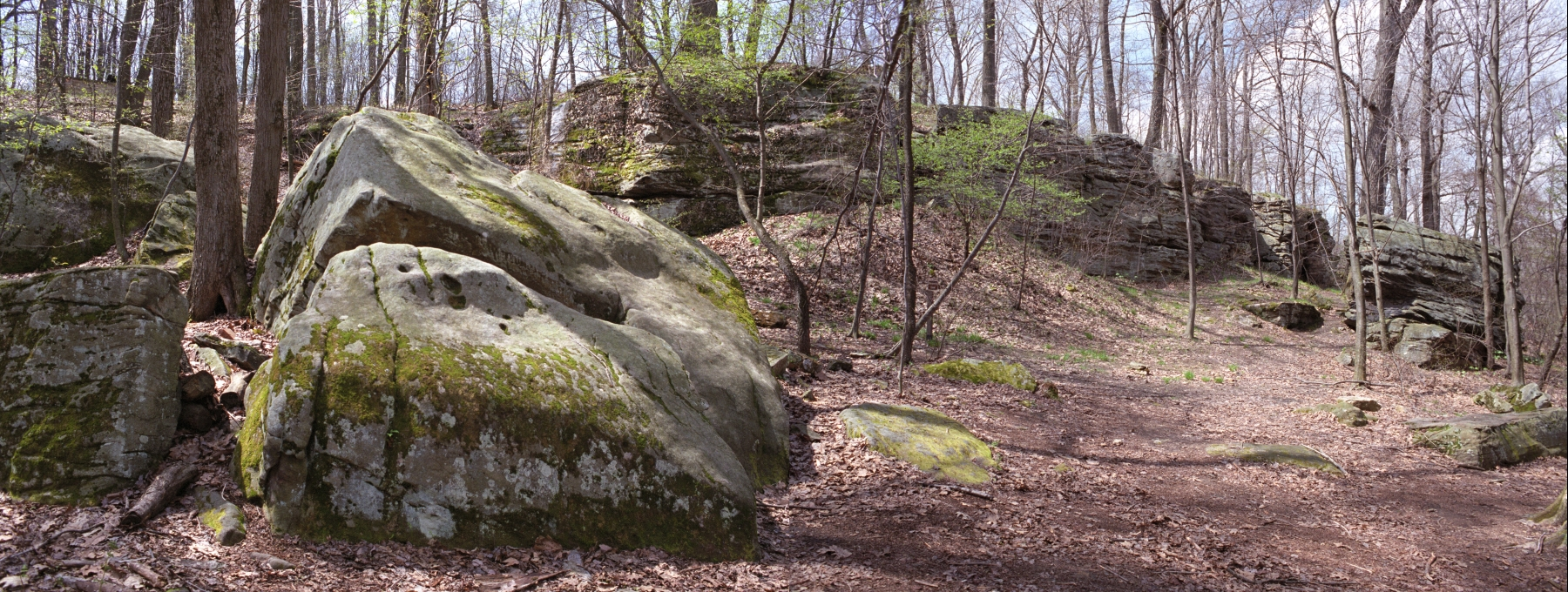
Le site de Jumonville Glen, en Pennsylvanie (États-Unis).

Les Canadiens ont affirmé[réf. nécessaire] qu'il a été exécuté alors qu'il protestait pour avoir été pris en embuscade. Washington se justifiera par la suite en disant l'avoir pris pour un espion plutôt qu'un émissaire[réf. nécessaire].